# Sadowne (gromada)
Sadowne – dawna gromada, czyli najmniejsza jednostka podziału terytorialnego Polskiej Rzeczypospolitej Ludowej w latach 1954–1972.
Gromady, z gromadzkimi radami narodowymi (GRN) jako organami władzy najniższego stopnia na wsi, funkcjonowały od reformy reorganizującej administrację wiejską przeprowadzonej jesienią 1954 do momentu ich zniesienia z dniem 1 stycznia 1973, tym samym wypierając organizację gminną w latach 1954–1972.
Gromadę Sadowne z siedzibą GRN w Sadownem utworzono – jako jedną z 8759 gromad – w powiecie węgrowskim w woj. warszawskim, na mocy uchwały nr VI/10/22/54 WRN w Warszawie z dnia 5 października 1954. W skład jednostki weszły obszary dotychczasowych gromad Krupińskie, Ocięte, Płatkownica, Sadoleś, Sadowne, Sójkówek i Zieleniec (z wyłączniem kolonii Księżyzna) oraz część obszaru dotychczasowej gromady Sokółka o powierzchni 6 ha, położony po lewej stronie toru kolejowego biegnącego z Łochowa do Małkini, ze zniesionej gminy Sadowne w tymże powiecie. Dla gromady ustalono 27 członków gromadzkiej rady narodowej.
31 grudnia 1959 do gromady Sadowne przyłączono obszar zniesionej gromady Morzyczyn Włościański oraz kolonię Księżyzna ze znoszonej gromady Mrozowa Wola w tymże powiecie.
31 grudnia 1961 do gromady Sadowne włączono obszar zniesionej gromady Zarzetka w tymże powiecie.
1 stycznia 1969 do gromady Sadowne włączono wsie Bojewo, Kołodziąż, Kołodziąż-Rybia i Sokółka ze zniesionej gromady Kołodziąż w tymże powiecie.
Gromada przetrwała do końca 1972 roku, czyli do kolejnej reformy gminnej. 1 stycznia 1973 w powiecie węgrowskim reaktywowano gminę Sadowne.